# The One (álbum de Elton John)
The One (en español: «El único») es el título del 23°. álbum de estudio grabado y realizado por el cantautor y músico inglés Elton John, El álbum fue lanzado al mercado por las empresas discográficas MCA Records y The Rocket Record Company el 22 de junio de 1992 en el Reino Unido y al día siguiente en los Estados Unidos.
Fue grabado entre París y Londres entre noviembre de 1991 y marzo de 1992, y contó con la producción nuevamente de Chris Thomas.
El disco cuenta con dos invitados estelares: el guitarrista de Pink Floyd, David Gilmour en "Understanding Women", y Eric Clapton en "Runaway Train".
The One fue el álbum comercialmente más exitoso de Elton John en EE. UU. desde 1975, y contó con una portada diseñada por Gianni Versace.

## Grabación
Olle Romö colaboró con John y el letrista Bernie Taupin en una canción, "Runaway Train", en la que Eric Clapton cantó a dúo con John. David Gilmour de Pink Floyd también hizo una aparición, tocando la guitarra en "Understanding Women". El baterista de larga data de John, Nigel Olsson, y la corista femenina Kiki Dee (que había hecho un dueto con John en su exitoso sencillo "Don't Go Breaking My Heart") y el guitarrista Davey Johnstone proporcionaron coros en algunas canciones.
The One fue el primer proyecto de álbum de John desde su rehabilitación de las adicciones a las drogas y el alcohol y la bulimia en 1990. En el álbum volvió a tocar un piano acústico (un Yamaha Disklavier) en lugar del piano digital Roland RD-1000 que había aparecido en gran medida en los álbumes anteriores Reg Strikes Back (1988) y Sleeping with the Past (1989), aunque volvió a utilizar el RD-1000 en su último álbum Duets (1993).

## Lista de canciones
- Autor Elton John & Bernie Taupin, salvo "Runaway Train", coescrito con Olle Romo.

1. Simple Life - 6:27
2. The One - 5:54
3. Sweat it Out - 6:40
4. Runaway Train (dúo con Eric Clapton) - 5:25
5. Whitewash County - 5:31
6. The North - 5:16
7. When a Woman Doesn't Want You - 4:56
8. Emily - 5:00
9. On Dark Street - 4:44
10. Understanding Women - 5:04
11. The Last Song - 3:20

## Músicos
- Elton John: Piano, teclados y voces.
- Olle Romo: Batería, percusión y programación.
- Mark Taylor: Teclados.
- Adam Seymour y Davey Johnstone: Guitarras.
- Guy Babylon: Teclados y programación.
- Pino Palladino: Bajo.
- Jonice Jamison; Carole Fredericks; Beckie Bell; Kiki Dee y Nigel Olsson: Coros.
- Eric Clapton: Guitarra y voces en "Runaway Train".
- David Gilmour: Guitarra en "Understanding Women".

## Certificaciones
| Región                                                         | Certificado | Unidades/ventas |
| -------------------------------------------------------------- | ----------- | --------------- |
| Cámara Argentina de Productores de Fonogramas y Videogramas    | Platino     | 60.000          |
| Australian Recording Industry Association                      | Platino x2  | 140.000         |
| International Federation of the Phonographic Industry          | Platino     | 50.000          |
| Music Canada                                                   | Platino x3  | 300.000         |
| IFPI Danmark                                                   | Platino     | 80.000          |
| Syndicat National de l'Édition Phonographique                  | Platino     | 300.000         |
| Bundesverband Musikindustrie                                   | Oro         | 250.000         |
| Federazione Industria Musicale Italiana                        | Platino x2  | 400.000         |
| Asociación Mexicana de Productores de Fonogramas y Videogramas | Oro         | 100.000         |
| Recorded Music NZ                                              | Platino     | 15.000          |
| International Federation of the Phonographic Industry          | Platino     | 50.000          |
| Productores de Música de España                                | Platino     | 100.000         |
| International Federation of the Phonographic Industry          | Platino x2  | 100.000         |
| British Phonographic Industry                                  | Oro         | 100.000         |
| Recording Industry Association of America                      | Platino x2  | 2.000.000       |